# NF
Nathan John Feuerstein (Estats Units, 30 de març de 1991), millor conegut professionalment amb el pseudònim NF (estilitzat com ИF) és un raper, cantant i compositor estatunidenc.
Va llençar un EP l'any 2014 amb Capitol CMG, NF, que va ser la gran clau del seu avenç a les llistes de Billboard. Ha llançat quatre àlbums d'estudi: Mansion, l'any 2015; Therapy Session, l'any 2016; Perception l'any 2017, el qual va debutar número 1 a la llista Billboard 200 Charts; i The Search l'any 2019. El tercer senzill de Perception, Let You Down, li va donar la fama mundial a causa de la seva entrada a diverses llistes internacionals que el va ajudar a obtenir el disc de platí als Estats Units. La seva música està enfocada al seu creixement com a raper i superació personal.

## Primers anys
Nathan John Feuerstein va néixer a Gladwin, Michigan el 30 de març de 1991. Els seus pares es van divorciar, i va ser criat per la seva mare fins que la parella d'ella va maltractar físicament a Nathan, el que el va portar a anar-se'n amb el seu pare. La seva mare va morir per sobredosi de drogues, i li va dedicar la cançó "How Could You Leave Us". Es va graduar al Gladwin High School l'any 2009, i va formar part de l'equip de bàsquet. NF va començar la seva carrera anant al "Festival de Belles Arts" amb Connection Church a Canton, Michigan. La seva mare tenia problemes amb relacions dolentes, el seu pare ho hauria descobert i la va llunyar d'ella a Nathan i als seus germans per un temps.

## Carrera
Feuerstein va afirmar que, durant la seva infància, el rap va ser una via d'escapament per a ell. Grabava cançons a una màquina de karaoke, enregistrava els instruments en un micròfon i vocals a un altre. NF va començar a fer música l'any 2010, i va llançar el seu primer àlbum, Moments, sota el nom de Nathan Feuerstein. El 2 d'agost de 2011, va llançar el seu senzill debut "Alone". La cançó va tenir la presència dels compositors i productors Tommee Profitt i Brooke Griffith. L'any 2012, el treball de Feuerstein va atraure l'atenció de Xist Music. El 2 de maig de 2012, va llançar "I'm Free" amb treball de producció de Proffit. La llista de cançons va consistir en nou peces, entre les quals s'hi trobava "Alone". L'EP també va incloure una versió exclusiva d'"Alone" amb Sean Simmonds. Durant aquest temps, també va començar a treballas al seu EP, NF, però no el va llançar fins a l'any 2014 a causa d'una disputa de l'etiqueta Xist Music que va provocar que el raper i el segell perdessin les seves relacions personals. Tot i això NF va presentar la cançó "Only One", amb Shuree Williams, a l'làlbum recopilatori del segell, Move Vol 1. Va llançar un senzill, "Beautiful Addiction", el 4 de novembre de 2013. La cançó va tenir novament l'aparició de Tommee Profitt, així com les veus de Brady Schmitz i Danielle Swift.
Feuerstein va firmar amb Capitol Christian Music Group l'any 2014, abans del llançament de l'EP "NF". Aquest projecte va ser la seva gran clau per escalar a la llista Billboard, entre d'altres proeeses. El seu primer àlbum d'estudi, Mansion, va ser llançat el 31 de març de 2015 per Capitol CMG. La seva cançó "Intro" es va incloure al videojoc Madden NFL 16. Les cançons d'NF s'han reproduit a la cadena ESPN, VH1, Showtime, Chicago P.D. d'NBC, Grimm, Shades of Blue i al tràiler final de la temporada de Fox's Empire. El seu video musical per "Intro" es va estrenar a la pàgina d'inici d'MTV.com i el video també va aparèixer a MTVU, AbsolutePrank, 2DOPEBOYZ, Raps & Hustles i The College Dropouts.
El seu segon àlbum d'estudi, Therapy Session, va ser llançat el 22 d'abril de 2016. "I Just Wanna Know" es va llançar com a senzill el 8 d'abril de 2016 i "Real" es va publicar el 22 d'abril de 2016. "Warm Up" va ser distribuïda com a senzill sense àlbum el 8 de setembre de 2016.
El 6 d'octubre de 2017, NF va llançar el seu tercer àlbum d'estudi, Perception. L'àlbum va debutar al número 1 de la Billboard 200, el que el converteix en el primer àlbum i el segon artista de 2017 en posicionar un àlbum al número 1 sense haver aperescut als Hot 100. La següent setmana, "Let You Down" es va convertir en el seu primer senzill a les llistes de Hot 100, debutant a la posició 87. Es va convertir en un èxit rotund, tardant 17 setmanes en aconseguir el seu punt més elevat, a la posició 12. Després de l'èxit de Perception, va anunciar que començaria a viatjar a mitjans de 2018 amb els rapers Logic i Kyle. L'11 de gener de 2019, la RIAA va certificar "Let You Down" com a "disc de platí", després de superar la xifra d'un milió d'unitats venudes.
L'any 2018, NF va llançar dos senzills sense àlbum, "NO NAME", el 19 de gener i "WHY" el 18 de juny (WHY es va acabar afegint a The Search, l'any 2019).
El 30 de maig de 2019, Feuerstein va publicar el senzill "The Search", juntament amb el seu videoclip. Va utilitzar el senzill per anunciar un àlbum del mateix nom, el qual va ser publicat el 26 de juliol de 2019. L'àlbum conté dues cançons, Time i When I Grow Up, que es van llençar com a senzills menys d'un mes abans del llançament de The Search. El 3 de desembre va treure el seu últim senzill de l'any, PAID MY DUES.
L'any 2020 va haver de cancel·lar el tour "The Search" a causa de la pandèmia del COVID-19 i tan sols va publicar un senzill, "Chasing_(Demo)", el qual va ser improvisat després que NF publiqués un curt video on mostrava una petita part de la cançó que, en primera instància, no estava programada per publicar-se. Una fan del raper, Mikayla Sipel, va gravar-se interpretant la cançó la qual va arribar a Feurestein i aquest va decidir llençar-la com a col·laboració conjunta.

## Discografia
| NOM                    | ARTISTES             | ANY  | ÀLBUM                |
| ---------------------- | -------------------- | ---- | -------------------- |
| All I Have             | NF                   | 2014 | NF                   |
| Wake Up                | NF                   | 2014 | NF i Mansion         |
| Hands Up               | NF                   | 2014 | NF                   |
| Only One               | NF                   | 2014 | NF                   |
| Thing Called Love      | NF                   | 2014 | NF                   |
| Just Being Me          | NF                   | 2014 | NF                   |
| Intro                  | NF                   | 2015 | Mansion              |
| Mansion                | NF, Fleurie          | 2015 | Mansion              |
| All I Have             | NF                   | 2015 | Mansion              |
| Wait                   | NF                   | 2015 | Mansion              |
| Face It                | NF                   | 2015 | Mansion              |
| Motivated              | NF                   | 2015 | Mansion              |
| Notepad                | NF                   | 2015 | Mansion              |
| Turn The Music Up      | NF                   | 2015 | Mansion              |
| Paralyzed              | NF                   | 2015 | Mansion              |
| I'll Keep On           | NF, Jeremiah Carlson | 2015 | Mansion              |
| Can You Hold Me        | NF, Britt Nicole     | 2015 | Mansion              |
| Warm Up                | NF                   | 2016 |                      |
| Intro 2                | NF                   | 2016 | Therapy Session      |
| Therapy Session        | NF                   | 2016 | Therapy Session      |
| I Just Wanna Know      | NF                   | 2016 | Therapy Session      |
| How Could You Leave Us | NF                   | 2016 | Therapy Session      |
| Breathe                | NF                   | 2016 | Therapy Session      |
| Real                   | NF                   | 2016 | Therapy Session      |
| Oh Lord                | NF                   | 2016 | Therapy Session      |
| I Can Feel It          | NF                   | 2016 | Therapy Session      |
| Got You On My Mind     | NF                   | 2016 | Therapy Session      |
| Grindin'               | NF, Marty            | 2016 | Therapy Session      |
| Wish You Wouldn't      | NF                   | 2016 | Therapy Session      |
| Statement              | NF                   | 2016 | Therapy Session      |
| All I Do               | NF                   | 2016 | Therapy Session      |
| Lost In The Moment     | NF, Andreas Moss     | 2016 | Therapy Session      |
| Intro III              | NF                   | 2017 | Perception           |
| Outcast                | NF                   | 2017 | Perception           |
| 10 Feet Down           | NF, Ruelle           | 2017 | Perception           |
| Green Lights           | NF                   | 2017 | Perception           |
| Dreams                 | NF                   | 2017 | Perception           |
| Let You Down           | NF                   | 2017 | Perception           |
| Destiny                | NF                   | 2017 | Perception           |
| My Life                | NF                   | 2017 | Perception           |
| You're Special         | NF                   | 2017 | Perception           |
| If You Want Love       | NF                   | 2017 | Perception           |
| Remember This          | NF                   | 2017 | Perception           |
| Know                   | NF                   | 2017 | Perception           |
| Lie                    | NF                   | 2017 | Perception           |
| 3 A.M.                 | NF                   | 2017 | Perception           |
| One Hundred            | NF                   | 2017 | Perception           |
| Outro                  | NF                   | 2017 | Perception           |
| NO NAME                | NF                   | 2018 |                      |
| WHY                    | NF                   | 2018 | The Search           |
| The Search             | NF                   | 2019 | The Search           |
| Leave Me Alone         | NF                   | 2019 | The Search           |
| Change                 | NF                   | 2019 | The Search           |
| My Stress              | NF                   | 2019 | The Search           |
| Nate                   | NF                   | 2019 | The Search           |
| Time                   | NF                   | 2019 | The Search           |
| Returns                | NF                   | 2019 | The Search           |
| When I Grow Up         | NF                   | 2019 | The Search           |
| Only                   | NF, Sasha Sloan      | 2019 | The Search           |
| Let Me Go              | NF                   | 2019 | The Search           |
| Hate Myself            | NF                   | 2019 | The Search           |
| I Miss The Days        | NF                   | 2019 | The Search           |
| No Excuses             | NF                   | 2019 | The Search           |
| Like This              | NF                   | 2019 | The Search           |
| Options                | NF                   | 2019 | The Search           |
| Thinking               | NF                   | 2019 | The Search           |
| Trauma                 | NF                   | 2019 | The Search           |
| PAID MY DUES           | NF                   | 2019 | CLOUDS (THE MIXTAPE) |
| Chasing_(Demo)         | NF, Mikayla Sipel    | 2020 |                      |
| CLOUDS                 | NF                   | 2021 | CLOUDS (THE MIXTAPE) |
| THAT'S A JOKE          | NF                   | 2021 | CLOUDS (THE MIXTAPE) |
| JUST LIKE YOU          | NF                   | 2021 | CLOUDS (THE MIXTAPE) |
| STORY                  | NF                   | 2021 | CLOUDS (THE MIXTAPE) |
| PRIDEFUL               | NF                   | 2021 | CLOUDS (THE MIXTAPE) |
| LOST                   | NF, Hopsin           | 2021 | CLOUDS (THE MIXTAPE) |
| LAYERS                 | NF                   | 2021 | CLOUDS (THE MIXTAPE) |
| DRIFTING               | NF                   | 2021 | CLOUDS (THE MIXTAPE) |
| TRUST                  | NF, Tech N9ne        | 2021 | CLOUDS (THE MIXTAPE) |

| NOM                  | ANY  | TIPUS |
| -------------------- | ---- | ----- |
| NF                   | 2014 | EP    |
| Mansion              | 2015 | Àlbum |
| Therapy Session      | 2016 | Àlbum |
| Perception           | 2017 | Àlbum |
| The Search           | 2019 | Àlbum |
| CLOUDS (THE MIXTAPE) | 2021 | Àlbum |